# Central Español
 Central Español Fútbol Club, även kallat Central Español, är en professionell fotbollsklubb från Montevideo, Uruguay som spelar den uruguayanska högsta divisionen, Primera División de Uruguay. Klubben grundades 1905 och spelar sina hemmamatcher på arenan Parque Palermo.

## Meriter
| Nationella meriter            | Nationella meriter | Nationella meriter |
| ----------------------------- | ------------------ | ------------------ |
| Primera División              | Totalt: 1          | Totalt: 1          |
| - Amatöreran (1900-1931)      | (0)                |                    |
| - Professionella eran (1932-) | (1)                | 1984               |
| Segunda División              | (2)                | 1961, 1983         |
| Tercera División              | (1)                | 1928               |
| Internationella meriter       |                    |                    |
| Copa Libertadores             | (0)                |                    |
| Copa Sudamericana             | (0)                | (Deltog 2006)      |
| Recopa Sudamericana           | (0)                |                    |